# Covè
Covè – miasto w południowym Beninie, w departamencie Zou. Położone jest około 110 km na północny zachód od stolicy kraju, Porto-Novo. 

## Miasta partnerskie
- Niort (od 2005 roku)[2]